# Tom Scholte
Tom Scholte est un acteur américain.

## Filmographie
- 1996 : Randonnée à haut risque
- 1998 : Pour tout l'or de l'Alaska (Goldrush : A Real Life Alaskan Adventure) de John Power: Monte Marks